# 利波韋齊 (佩列欽區)
48°46′34″N 22°45′15″E / 48.77611°N 22.75417°E
利波韋齊（烏克蘭語：Липовець）是烏克蘭西部的村莊，隸屬外喀爾巴阡州的烏日霍羅德區。該村面積13.2平方公里，海拔高度652米，2001年人口131，人口密度每平方公里9.92人。